# Úpský přivaděč
Úpský přivaděč je vodní kanál charakterizovaný jako přivaděč, který přivádí vodu z řeky Úpy do vodní nádrže Rozkoš. Je dlouhý 2,34 km. Přivaděč je dvojitého lichoběžníkového profilu ve dně a ve spodní části je opevněný betonem. Z Úpy vytéká v Babiččině údolí. Překračují jej čtyři silniční mosty a jeden most železniční.

## Průběh toku
Počátek kanálu se nachází nad jezem v jižní části Babiččina údolí v nadmořské výšce 290 metrů. Z počátku vede přibližně východním směrem do vsi Zlíč, kde akvaduktem překonává tok Olešnice a stáčí se na jih. Na východním okraji České Skalice se ze severu vlévá do nádrže Rozkoš.
Zajímavost: Opis mailu na můj dotaz z Povodí Labe.  
Přivaděč do nádrže Rozkoš délky cca 2,34 km je veden v minimálním podélném spádu, proto je možné vodu přivaděčem převádět nejen z Úpy do nádrže, ale omezeně i z nádrže zpět do Úpy. 
Při naplněné severní části nádrže nad úroveň kóty prahu vtoku do přivaděče tak lze tuto možnost využít. Tento způsob převodu vody využíváme však velmi málo, převážně pro časově omezenou potřebu dotace průtoku v Úpě. 
Tímto způsobem lze v období s nižšími průtoky vytvořit vhodné podmínky např. pro účely kurzů vodácké školy záchrany nebo kurzů HZS pro trénink záchrany tonoucího. V žádném případě nelze průtoky v Úpě tímto způsobem dotovat dlouhodobě. 

## Vodní režim
Při sklonu 0,75 ‰ umožňuje maximální průtok 150 m³/s.